# Куликово (Чусовской городской округ)
Куликово — деревня в Пермском крае России. Входит в Чусовской городской округ.

## География
Деревня находится в восточной части края, в таёжной зоне, на правом берегу реки Чусовой, на расстоянии приблизительно 48 километров (по прямой) к западу-юго-западу (WSW) от города Чусового, административного центра района. 
Абсолютная высота — 127 метров над уровнем моря.

### Климат
Климат характеризуется как умеренно континентальный. Средняя многолетняя температура самого холодного месяца (января) составляет −16°С, температура самого тёплого (июля) — 17°С. Среднегодовое количество осадков — 500−700 мм. Снежный покров держится в среднем 170 дней. Вегетационный период продолжается в течение 118 дней.

## История
Известна с 1796 года. 
С 2004 до 2019 года деревня входила в состав ныне упразднённого Никифоровского сельского поселения Чусовского муниципального района.

## Население
| 2010 | 2021 |
| ---- | ---- |
| 5    | ↗7   |

## Половой состав
По данным Всероссийской переписи населения 2010 года в половой структуре населения мужчины составляли 60 %, женщины — соответственно 40 %.

## Национальный состав
Согласно результатам переписи 2002 года, в национальной структуре населения русские составляли 100 % из 17 чел.

## Инфраструктура
Личное подсобное хозяйство.

## Транспорт
Просёлочные дороги. 